# Íñigo Arista
Íñigo Arista, Íñigo Íñiguez  o Íñigo Jímenez  o Ennego Ximeniz el Ariesta (¿770/790?-851) fue el fundador de la dinastía Arista-Íñiga y conde de Bigorra. Aunque tradicionalmente ha sido considerado el primer rey de Pamplona —así como el quinto rey del reino de Sobrarbe—, algunos historiadores prefieren hoy hablar de «reino en estado latente» para el territorio y sus pobladores que Arista y sus descendientes García Íñiguez de Pamplona y Fortún Garcés acaudillaron entre 824 y 905. En cualquier caso, Arista obtuvo el liderazgo con el apoyo de sus parientes, los Banu Qasi, e hizo frente a una expedición franca a la que derrotó en la segunda batalla de Roncesvalles. El origen del sobrenombre de Arista o Ariesta lo encontramos en el texto más antiguo conservado que habla de él, la Crónica pinatense:

E en tanto abivado et encorajado de haver batallas continuament con los moros que apenas estava un dia seguro. Et por esto metieronle sobrenombre Ariesta, porque assín como la ariesta. aplegada cerca el fuego en un moment crema, assín el dito rey don Ennego, sabiendo que los moros deviessen haver batallas con él, en un moment era con ellos; assín de las oras entaqua huvo nombre Ennego Ariesta.

## Familia
Los orígenes de Íñigo Arista son oscuros, fue hijo de Íñigo Jiménez, caudillo militar de la tribu vascona de los Iñigos de Pamplona, y de su esposa Oneca, que tras enviudar se casó con Musa ibn Fortún, y por este matrimonio, fue medio hermano de Musa ibn Musa. También pudo ser hijo, nieto o sobrino de Jimeno el Fuerte, con quien está emparentado, ya que pertenece a la dinastía Iñiga.
Pudo estar casado con una hermana del conde aragonés Aznar I Galíndez, o con Onneca Velázquez de Pamplona, aunque no se descarta la posibilidad de que fuese polígamo. Tuvo al menos cuatro hijosː dos varones García y Galindo, y dos hijas Assona y otra hija de nombre desconocido.

## Antecedentes
En el año 799, el gobernador de Pamplona, Mutarrif ibn Musa, miembro de la dinastía Banu Qasi, fue asesinado en una revuelta ciudadana que puso en el poder a un miembro de la familia Velasco. En el año 806, tanto navarros como pamploneses se sometieron a la autoridad carolingia. Ludovico Pío envió una expedición en el año 812 contra Pamplona. A su regreso, los expedicionarios tomaron por rehenes a mujeres y niños para protegerse durante el paso del puerto de Roncesvalles.

## Mandato
Íñigo Arista llegó al caudillaje pamplonés con el apoyo de la familia Banu Qasi, en fecha indeterminada entre los años 810 y 820. Fue proclamado sobre la peña Oroel, en Jaca, por trescientos caballeros. Según Eulogio de Córdoba, se tituló christicolae princeps. El parentesco con los Banu Qasi permitió que Íñigo controlara la región comprendida entre Pamplona y los valles pirenaicos de Irati y Hecho.
Alrededor del año 820, ayudó a García el Malo, su yerno, a hacerse con el condado de Aragón y sacudirse el control carolingio.
En el año 824, Ludovico Pío envió una segunda expedición contra Pamplona encabezada por los condes Eblo y Aznar I Galíndez para tratar de restablecer el control franco. Los condes fueron derrotados en la segunda batalla de Roncesvalles por Íñigo Arista, quien recibió el apoyo de su pariente Musa ibn Musa y García el Malo. Mientras que Aznar, quizá en virtud de su parentesco con Íñigo, fue puesto en libertad, Eblo fue enviado como prisionero a Córdoba.
En el año 841 fue víctima de una enfermedad que lo dejó paralítico. Su hijo, García Íñiguez, se ocupó de la regencia hasta la muerte de Íñigo en el año 851 en El Pueyo de Araguás. Durante la regencia de su hijo, el (futuro) reino de Pamplona colaboró con los Banu Qasi en la sublevación del año 843 contra el califato omeya, sofocada por Abderramán II, que implicó represalias andalusíes en tierras pamplonesas.
Se desconoce dónde están enterrados sus restos. Según el historiador Manuel Mariano Rodríguez, algunos autores han situado su sepulcro en el Real Monasterio de San Victorián, mientras que otros señalaron la casa de Religiosos de San Salvador de Leyre, de fundación suya. Las páginas digitales de turismo de Aragón, tanto la principal como la de Sobrarbe, publicitan actualmente el Real Monasterio de San Victorián como el lugar de sepulcro de Iñigo Arista.

## Descendencia
Por su matrimonio o matrimonios, Íñigo Arista fue padre de:
- Assona Íñiguez, esposa de su tío Musa ibn Musa, medio hermano de Íñigo;[26][13]
- García Íñiguez,[13] regente durante la invalidez de su padre y gobernante tras su muerte;[26]
- Galindo Íñiguez,[13] quizá sobrino de Aznar I Galíndez,[27] que fue herido en batalla durante la sublevación de los Banu Qasi [21] y fue padre de Musa ibn Galindo, valí de Huesca;
- Una hija de nombre desconocido casada con el conde García el Malo.[13][28]